# Pallichal
Pallichal es una ciudad censal situada en el distrito de Thiruvananthapuram en el estado de Kerala (India). Su población es de 53861 habitantes (2011). Se encuentra a 11 km de Thiruvananthapuram y a 79 km de Kollam.

## Demografía
Según el censo de 2011 la población de Pallichal era de 53861 habitantes, de los cuales 26490 eran hombres y 27371 eran mujeres. Pallichal tiene una tasa media de alfabetización del 93,14%, inferior a la media estatal del 94%: la alfabetización masculina es del 95,16%, y la alfabetización femenina del 91,19%.